# Aggarwal
Aggarwal eller Agrawal är en kast i Indien, tillhörande den större grupperingen Bania. De är bosatta i stora delar av norra Indien och kända som framgångsrika och respekterade affärsmän.
Kastens medlemmar anser sig vara ättlingar till maharaja Agra Sen, forntida kung av Agroha, idag en mindre stad (by) i delstaten Haryana. Det forntida Agroha är idag en ruinstad. Maharaja Agra Sen sägs ha haft 18 söner som givit upphov till varsin släktlinje (gotra), bland andra Bansal, Goel, Garg, Jindal, Kansal, Mittal och Singhal. Gotran anges ofta i form av efternamn.